# Paolo Bertoli
Paolo Bertoli (1 de fevereiro de 1908 - 8 de novembro de 2001) foi um cardeal católico romano italiano e prefeito da Congregação para as Causas dos Santos.

## Biografia
Paolo Bertoli nasceu em Poggio Garfagnana, Itália. Foi educado no Seminário de Lucca e depois no Pontifício Seminário Romano em Roma, onde obteve doutorado em filosofia e teologia. Continuou seus estudos no Pontifício Ateneu Romano "S. Apollinare", onde obteve um doutorado em utroque iure (tanto em direito canônico quanto civil).

## Sacerdócio Primitivo
Ele foi ordenado em 15 de agosto de 1930 em Lucca. De 1930 até 1933 ele estudou mais. De 1933 a 1938, ele serviu como adido da nunciatura na Iugoslávia. Ele foi criado Chamberlain Privy de Sua Santidade em 1934. Ele foi um Auditor da nunciatura na França entre 1938 e 1942. Ele foi elevado ao nível de prelado Doméstica de Sua Santidade em 1946. Ele era o representante papal para a Conferência Internacional para resolver os problemas causados pela Segunda Guerra Mundial em Berna, na Suíça, em 1946. Ele foi Encarregado de Negócios da nunciatura na Tchecoslováquia para 1949, mas foi incapaz de manter o cargo por razões políticas.

## Episcopado
O Papa Pio XII nomeou-o arcebispo titular de Nicomédia em 24 de março de 1952. Pio nomeou-o delegado apostólico na Turquia dois dias depois. Ele foi consagrado em 11 de maio de 1952 por Eugène Tisserant, então Decano do Colégio dos Cardeais. Ele foi transferido para a Colômbia para servir como núncio no dia 7 de maio de 1953. Ele foi núncio no Líbano de 1959 a 1960, quando foi enviado para a França. Ele participou do Concílio Vaticano II.

## Cardinalizado
Foi criado e proclamado cardeal-diácono de São Jerônimo da Caridade no consistório de 28 de abril de 1969. O Papa Paulo VI o nomeou Prefeito da Congregação para as Causas dos Santos em 7 de maio de 1969. Ele permaneceu como Prefeito até que renunciou em 1 de março de 1973. Depois de dez anos como cardeal-diácono, ele optou pela ordem dos cardeais-sacerdotes e trocou sua diáconia pelo título de São Jerônimo dos Croatas em 5 de março de 1973. Participou dos conclaves que elegeram o Papa João Paulo I e o Papa João Paulo II em agosto e outubro. O Papa João Paulo nomeou-o Camerlengo da Santa Igreja Romana. Ele foi elevado ao posto de Cardeal-Bispo da vergonha suburbicária de Frascati em 30 de junho de 1979. Ele renunciou ao posto de Camerlengo em 25 de março de 1985. Ele perdeu o direito de participar de qualquer conclave adicional quando completasse 80 anos de idade. Ele morreu em 2001 em Roma.

## Referência
- Salvador Miranda. fiu.edu – The Cardinals of the Holy Roman Church (em inglês). Universidade Internacional da Flórida http://cardinals.fiu.edu/ Em falta ou vazio |título= (ajuda)
- Cheney, David M. «Paolo Bertoli» (em inglês). Catholic-Hierarchy.org
- Eintrag auf www.santiebeati.it (italienisch)